# Пайнгроув Тауншип (округ Венанго, Пенсільванія)
Пайнгроув Тауншип (англ. Pinegrove Township) — селище (англ. township) в США, в окрузі Венанго штату Пенсільванія. Населення — 1328 осіб (2020).

## Демографія
Згідно з переписом 2010 року, у селищі мешкали 1354 особи в 518 домогосподарствах у складі 397 родин. Було 583 помешкання
Расовий склад населення:
| - 98,2 % — білих - 0,4 % — азіатів - 0,3 % — корінних американців - 0,1 % — чорних або афроамериканців |

До двох чи більше рас належало 0,9 %. Частка іспаномовних становила 0,1 % від усіх жителів.
За віковим діапазоном населення розподілялося таким чином: 22,7 % — особи молодші 18 років, 61,3 % — особи у віці 18—64 років, 16,0 % — особи у віці 65 років та старші. Медіана віку мешканця становила 43,3 року. На 100 осіб жіночої статі у селищі припадало 98,5 чоловіків;  на 100 жінок у віці від 18 років та старших — 100,4 чоловіків також старших 18 років.
Середній дохід на одне домашнє господарство  становив 61 199 доларів США (медіана — 49 792), а середній дохід на одну сім'ю — 69 926 доларів (медіана — 59 583). Медіана доходів становила 50 273 долари для чоловіків та 31 771 долар для жінок. За межею бідності перебувало 12,6 % осіб, у тому числі 24,5 % дітей у віці до 18 років та 6,0 % осіб у віці 65 років та старших.
Цивільне працевлаштоване населення становило 515 осіб. Основні галузі зайнятості: виробництво — 25,0 %, освіта, охорона здоров'я та соціальна допомога — 24,7 %, роздрібна торгівля — 10,1 %, транспорт — 8,7 %.